# Ornithoica hirtisternum
Ornithoica hirtisternum är en tvåvingeart som beskrevs av Maa 1963. Ornithoica hirtisternum ingår i släktet Ornithoica och familjen lusflugor. Inga underarter finns listade i Catalogue of Life.